# Playa del Bogatell
La playa del Bogatell es una playa situada en Barcelona en el distrito de San Martín. Tiene una longitud de 700 metros y es una de las playas que adquirió calidad al recuperar la fachada marítima de Barcelona.
Se puede llegar fácilmente en bicicleta, ya que cuenta con un carril bici. Como equipamientos de ocio, hay una mesa de ping-pong en el costado del espigón del Bogatell.

Playas de Barcelona